# Yargaltján
Yargaltján (en mongol, Жаргалтхаан) es un distrito de la Provincia de Hentiy en el extremo oeste de Öndörkhaan, en Mongolia occidental. El famoso compositor y pianista Byambasuren Sharav (1952-) es de esta región.
La región se encuentra en la parte oriental de Mongolia. Limita con los distritos vecinos de Bayanmunkhe, Delgerkhaan, Muren, Umnedelger, Kherlen y Tsenkhermandal. En el territorio de Zhargaltkhaan se encuentran las montañas Bayakhan, Baits, Dashravdan, Khukh Asga, así como los ríos Tsenkher, y Tengeleg. De los minerales de la región, el plomo, hierro, espato flúor y carbón son los más accesibles.

## Historia
Desde el siglo XVII, cuando Mongolia quedó bajo el control del estado manchú Qing, los señores y súbditos que gobernaban la región recibieron títulos manchúes. Después de eso, hasta el fortalecimiento del gobierno popular, la provincia de Setsen Khan se llamó promontorio de Baatar Beil.
De acuerdo con la Resolución n.º 57 del Gobierno Popular de fecha 5 de enero de 1923, se cambió la administración de Mongolia y cuando se celebraron elecciones para seleccionar los khos, las administraciones temporales de los antiguos khos de la provincia montañosa de Khan Khentii se organizaron en diez, cincuenta, sum y khosu, y Baatar Beil khosu era Kherlen Bayan Ulaan Uuls Branch, una parte de la región, que pasó a llamarse Bayanzurkhi Cape en honor al monte Bayanzurkh. En 1931, se cambió su nombre a Sum Jargalthaan en honor a la montaña Zhargalthaan cerca del centro de la provincia.